# Linda Lyndell
Linda Lyndell (eigentlich Linda Rowland; * 22. November 1946 in Gainesville, Florida) ist eine US-amerikanische Soulsängerin, die mit dem Lied What a Man ihren einzigen Hit hatte.

## Leben
Als Kind sang Lyndell in Gospelchören. Obwohl sie Weiße war, sang sie sowohl in weißen als auch in schwarzen Kirchen. Als Teenager war sie kurzfristig Mitglied der R&B-Band The Rare Breed, die mit ihr das Lied Let Me Call You Baby aufnahmen. In den 1960er-Jahren begleitete sie James Brown und Ike & Tina Turner als Backgroundsängerin. 1967 veröffentlichte Lyndell ihre erste Single. Bring Your Love Back to Me wurde von Isaac Hayes, David Porter vom Label Stax Records sowie vom Nachtclubbesitzer Dub Thomas und DJ Bob Norris aus Ocala produziert. Dave Crawford, DJ aus Jacksonville, schrieb das auf der B-Seite veröffentlichte Lied Here Am I. Diese Single erwies sich jedoch als Flop. 1968 wurde ebenfalls mit Hayes und Porter die Single What a Man aufgenommen, die Platz 50 der Billboard R&B-Charts erreichte und sich in der Folgezeit zum Soulklassiker entwickelte. Nach dem Erfolg von What a Man war Linda Lyndell Bedrohungen von weißen Rassistengruppen, wie dem Ku-Klux-Klan, ausgesetzt und zog sich daraufhin 35 Jahre aus dem Musikgeschäft zurück. 10 Jahre nach dem Salt ’n’ Pepa den Refrain von What a Man für die Rap-Version Whatta Man gesamplet hatten, trat Linda Lyndell 2003 bei der Eröffnung des Stax Museums zum ersten Mal mit dem Lied live auf.

## Diskografie
- Let Me Call You Baby (mit The Rare Breed)
- Bring Your Love Back to Me / Here Am I (1967)
- What a Man / I Don't Know (1968)